# Vigsø Bugt
Vigsø Bugt er navnet på en  bugt med vanddybder på omkring 10 meter  på Thys nordkyst mod Skagerrak mellem Hanstholm og Lild Strand, med naturområdet Vejlerne beliggende mod sydøst. Den har navn efter den lille by Vigsø lidt øst for Hanstholm, hvor også Vigsø Feriecenter er beliggende.
Landskabet langs bugten er præget af klitter, heder og plantager.  Mod vest ligger Hanstholmknuden (Habitatområde nr 220), der er  den østlige del af Natura 2000-område nr. 24 Hanstholm Reservatet, Hanstholmknuden, Nors sø og Vandet sø.
nr. 44 Lild Strand og Lild Strandkær, ligger mod nordøst, og store områder  er del af fredninger på i alt 1.208 hektar på begge sider af  Lild Strand . 

## Eksterne kilder og henvisninger
1. ↑  Om fredningerne på Danmarks Naturfredningsforenings websider

57°6′17.73″N 8°44′42.42″Ø / 57.1049250°N 8.7451167°Ø